# Sheridan (Arkansas)
Sheridan és una població dels Estats Units a l'estat d'Arkansas. Segons el cens del 4000 tenia 3.872 habitants.

## Demografia
Segons el cens del 2000, Sheridan tenia 3.872 habitants, 1.509 habitatges, i 1.050 famílies. La densitat de població era de 377,5 habitants/km².
Dels 1.509 habitatges en un 35,4% hi vivien nens de menys de 18 anys, en un 56,4% hi vivien parelles casades, en un 10,4% dones solteres, i en un 30,4% no eren unitats familiars. En el 27% dels habitatges hi vivien persones soles el 10,9% de les quals corresponia a persones de 65 anys o més que vivien soles. El nombre mitjà de persones vivint en cada habitatge era de 2,49 i el nombre mitjà de persones que vivien en cada família era de 3,02.
Per edats la població es repartia de la següent manera: un 26,3% tenia menys de 18 anys, un 8,6% entre 18 i 24, un 30,6% entre 25 i 44, un 20,9% de 45 a 60 i un 13,6% 65 anys o més.
L'edat mediana era de 35 anys. Per cada 100 dones de 18 o més anys hi havia 91 homes.
La renda mediana per habitatge era de 37.207 $ i la renda mediana per família de 43.953 $. Els homes tenien una renda mediana de 32.216 $ mentre que les dones 22.891 $. La renda per capita de la població era de 19.184 $. Entorn del 7% de les famílies i el 9,8% de la població estaven per davall del llindar de pobresa.

## Poblacions més properes
El següent diagrama mostra les poblacions més properes.